# 奧基泰佩山
17°28′58″S 69°50′32″W / 17.48278°S 69.84222°W

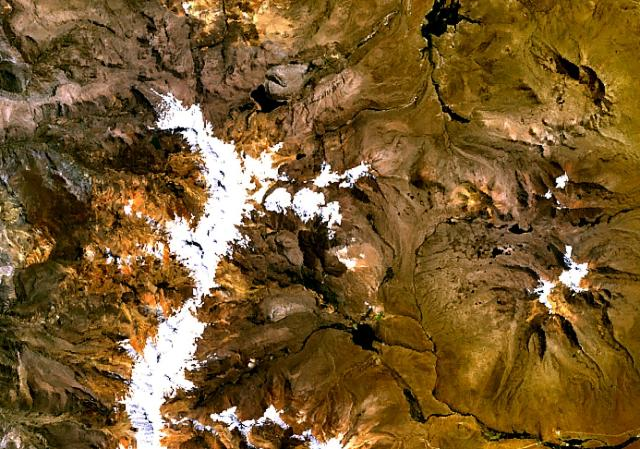

奧基泰佩山（Auquitaipe），是秘魯的山峰，位於該國南部塔克納大區，由帕爾卡區和坎達拉韋區負責管轄，屬於安地斯山脈的一部分，海拔高度5,600米。